# Nya rådhuset, Ystad

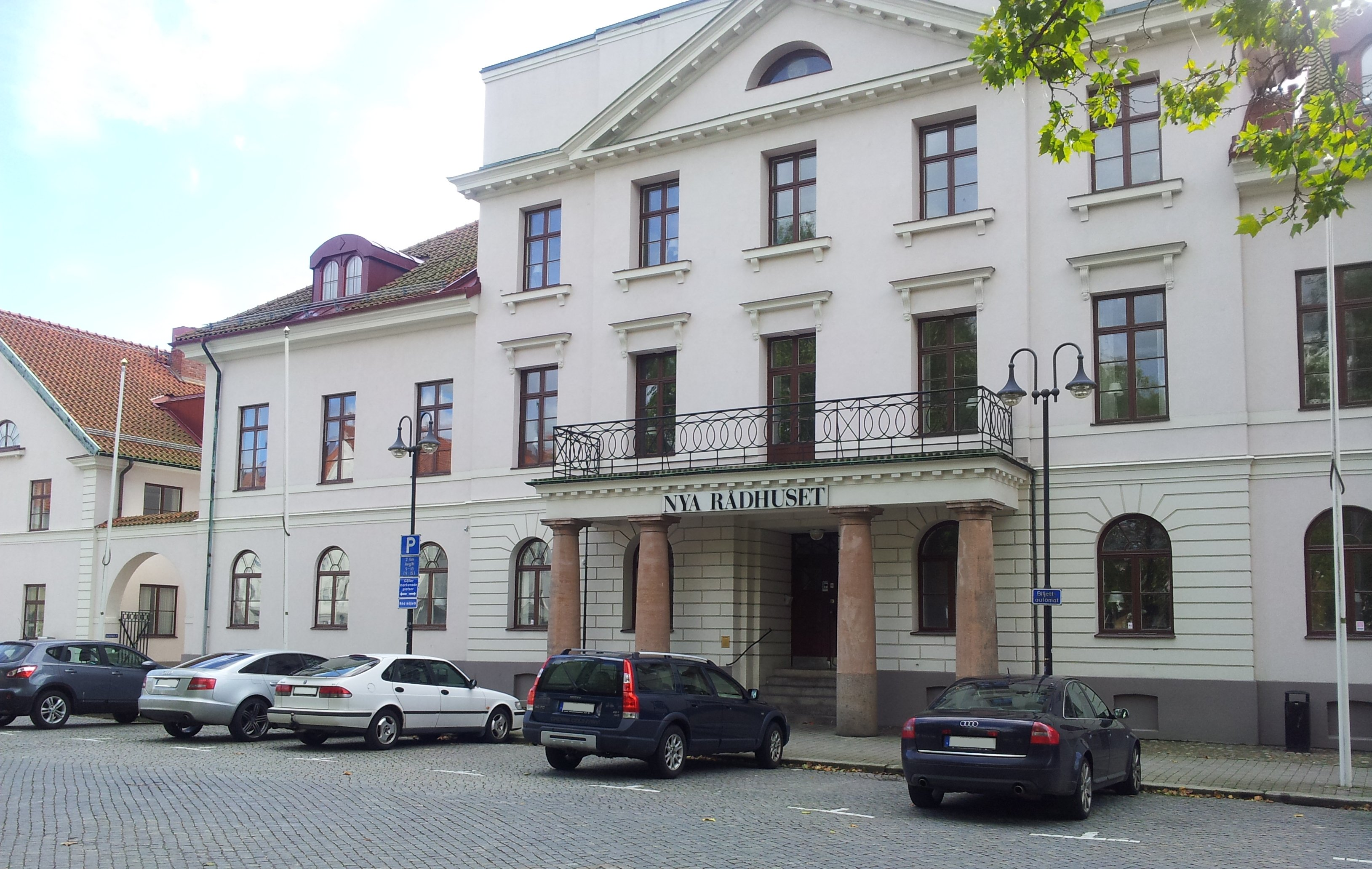
Nya rådhuset.

Nya rådhuset är en byggnad vid Österportstorg i Ystad som används av Ystads kommun.
Huset byggdes 1813-1814 som privatbostad för kommerserådet Carl Martin Lundgren och kallas därför även Lundegrenska palatset. Den större delen i mitten användes som bostad medan två flyglarna främst var förråd. Söder om huset anlades en stor trädgård.
Huset köptes av staden 1871 för att användas som läroverk. Läroverket kunde öppna den 30 augusti 1872 och fanns här fram till 1914 när det flyttade in i Österportsskolan på torgets norra sida.
Så småningom bestämdes det att palatset skulle användas som rådhus och det kunde återinvigas i denna funktion i oktober 1921. Därefter har huset använts för kommunens förvaltning.
Byggnaden är utförd i empirstil efter Anders Påhlqvists ritningar. En senare ombyggnad genomfördes med ritningar av Ewe & Melin i Malmö.

## Källhänvisningar
1. ↑  Vårdplan för kulturbyggnader förvaltade av Ystads Kommun Arkiverad 27 februari 2015 hämtat från the Wayback Machine., Ystads kommun, 24 augusti 2009
2. ↑  Bygd och natur: tidskrift för hembygdsvȧrd